# Кёрша (Рассказовский район)
Кёрша — село в Рассказовском районе Тамбовской области России. Входит в состав Татарщинского сельсовета.

## География
Село находится в центральной части региона, в лесостепной зоне, в пределах Тамбовской равнины, на реке Ближняя Керша.

### Климат
Климат характеризуется как умеренно континентальный, с относительно жарким летом и холодной продолжительной зимой. Среднегодовая температура воздуха — 5,4 °С. Средняя температура воздуха самого тёплого месяца (июля) — 19,9 °C (абсолютный максимум — 38,4 °С); самого холодного (января) — −10 °C (абсолютный минимум — −36,9 °С). Безморозный период длится 145—155 дней. Длительность вегетационного периода составляет 180—185 дней Среднегодовое количество атмосферных осадков составляет 525 мм, из которых 342 мм выпадает в период с апреля по октябрь. Снежный покров образуется в последней декаде ноября — начале декабря и держится в течение 125—130 дней.

## История
В канун ревизской сказки 1719 года из села Саюкина Михайловского прихода выселилась группа однодворцев, которые образовали новое поселение в верховьях реки Кёрши. Свой поселок переселенцы назвали по имени речки — Кёрша. Там было 19 дворов, 77 мужчин.

## Население
| 2010 |
| ---- |
| 438  |

### Историческая численность населения
По данным ревизской сказки 1816 года в деревне Керша проживали дворовые (6 мужчин и 5 женщин) и крестьяне (43 человека мужского пола и 42 женского) помещицы вдовы майорши Марьи Ивановны Черновой.

## Инфраструктура
Личное подсобное хозяйство.

## Транспорт
Село доступно автотранспортом. Остановка общественного транспорта «Кёрша».